# Granica Chandrasekhara
Granica Chandrasekhara (od nazwiska indyjskiego astrofizyka Subrahmanyana Chandrasekhara) – maksymalna masa białego karła równa około 3·1030 kg, czyli 1,44 masy Słońca.
{\displaystyle M_{Ch}\approx 1{,}44M_{\odot }}
gdzie {\displaystyle M_{\odot }} to masa Słońca.
Granicę (masę) Chandrasekhara {\displaystyle M_{Ch}} można w przybliżeniu obliczyć na podstawie wzoru
{\displaystyle M_{Ch}\approx \left({\frac {\hbar c}{G}}\right)^{3/2}{\frac {1}{m_{p}^{2}}}={\frac {m_{Pl}^{3}}{m_{p}^{2}}}}
gdzie: 
{\displaystyle \hbar } to zredukowana stała Plancka równa 1,054 571 68 (18)·10−34 J·s,
{\displaystyle c} to prędkość światła w próżni równa 299 792 458 m/s,
{\displaystyle G} to stała grawitacji wynosząca 6,67·10−11 N m2/kg2,
{\displaystyle m_{p}} to masa protonu wynosząca 1,67262171(29)·10 −27 kg, a
{\displaystyle m_{Pl}} to masa Plancka.
W 1930 roku Subrahmanyan Chandrasekhar wykazał, że im większa jest masa białego karła, tym silniej zapada się on pod działaniem własnej grawitacji i tym staje się mniejszy. Ściągając na siebie masę (np. z gwiazdy, z którą jest w układzie podwójnym), karzeł zwiększa swoją masę do 1,44 masy Słońca (liczba ta zwana jest granicą Chandrasekhara). Wówczas wybucha jako supernowa (typu Ia) w następstwie reakcji termojądrowych węgla i tlenu, z których jest zbudowany.